# Пецачи (Менандар)
Пецачи (грч. Ἀλιεῖς) наслов је једне комедије грчкога песника Менандра, који је деловао у оквиру нове атичке комедије. Фрагмент овога комада сачуван је на папирусу.